# ブリンゾベーハルシュキ
ブリンゾベーハルシュキ（スロバキア語: bryndzové halušky）とは、スロバキアにおける国民食のひとつ。ハルシュキ（ニョッキに似た外観を呈した、茹でたジャガイモ生地の団子料理）とブリンザチーズ（羊乳の柔らかいチーズ）からなる料理であり、好みに応じて燻製した豚肉の脂身やベーコンの切れ端のほか、ニラや長ネギを散らす。
ズィンチツァは伝統的にこの料理に合わせて飲まれる。トゥレツカでは例年ブリンゾベーハルシュキー祭りが開催され、大食い競争が行われる。